# Puerto Morazán
Puerto Morazán là một khu tự quản thuộc tỉnh Chinandega, Nicaragua. Khu tự quản Puerto Morazán có diện tích 517 ki lô mét vuông. Đến thời điểm năm 2005, huyện Puerto Morazán có dân số 13328 người.